# Міндель Борис Олександрович
Міндель Борис Олександрович (20 червня 1920, Київ, Українська РСР, СРСР — 30 квітня 2006, Київ, Україна) — радянський і український фотограф, член Спілки фотохудожників України і ветеран Другої світової війни.

## Життєпис
Народився 20 червня 1920 року у місті Київ. Фотографувати почав вже після школи. За словами самого Мінделя, перші знімки зробив у цирку на фотоапарат ФЕД.
Під час Другої світової війни воював на 2-му Українському фронті. Перші гроші фотограф заробив вже після війни. Демобілізувавшись, вирішив професійно займатися фотографією: вдалося влаштуватися в фотолабораторію університету, після — почав співробітництво з газетами і видавництвом «Мистецтво».
В інтерв'ю Companion UA від 15 жовтня 2000 року зазначив, що впродовж свого життя дуже багато працював, робивши величезну кількість слайдів на місяць навіть попри те, що для фотографів відповідної літератури майже не було.
У 1950-х роках закінчив механіко-машинобудівний факультет Київського індустріального інституту і Ленінградську військово-повітряну академію (нині місто Санкт-Петербург).
Працював у Києві фотокореспондентом газет «Київська правда», «Радянське мистецтво» (протягом 1950-х років), видавництва «Мистецтво» (1960—1998).
Всередині 1960-х років відправляв свої роботи в зарубіжні видання. У 1972 році чехословацьких журнал «Revue Fotografie» помістив на обкладинці знімок Мінделя з серії «Балет», після чого отримав запрошення до Праги, куди взяв і свої нові роботи. 
Учасник міських, всеукраїнських, зарубіжних фотовиставок в Україні, Англії, Німеччині, Австрії, Чехії, Італії, Сінгапурі, Чилі, США, Болгарії, Голландії, Уругваї, Таїланді, загалом понад 90 виставок. Видав близько 40 авторських фотоальбомів, фотокниг, буклетів, путівників, календарів, плакатів, комплектів листівок тощо. Фото публікувалися у ЗМІ України, США, Англії, Чехії та інших країнах світу.
Помер 30 квітня 2006 року у Києві у віці 85 років.

## Нагороди
- Орден Вітчизняної війни II ступеня (6 квітня 1985[3]).